# Nadagara dohertyi
Nadagara dohertyi là một loài bướm đêm trong họ Geometridae.